# 雙色半鰺
雙色半鰺，为輻鰭魚綱鱸形目鱸亞目鲹科的其中一種，為熱帶海水魚，分布於東大西洋區，從獅子山至安哥拉海域及半鹹水域，體呈橢圓形且側扁，眼睛小、鼻子短而圓、嘴巴小， 上頜末端延伸至眼前緣下方，背鰭硬棘8枚、背鰭軟條24-28枚、臀鰭硬棘3枚、臀鰭軟條21-24枚，背部偏藍色，側面銀色，鰓蓋上緣有1個黑點，背鰭和上鰭鰭裂片具黑色邊緣，稚魚背部和側面有4-5個黑色橫條紋，體長可達70公分，棲息在沿海、河口區，生活習性不明，可做為食用魚。